# Moord uit het verleden
Moord uit het verleden (Engels: Sleeping Murder) is een detective- en misdaadroman uit 1976 van de Britse schrijfster Agatha Christie. 
Het verhaal werd initieel gepubliceerd in twee delen in het Amerikaanse magazine Ladies' Home Journal van juli (volume XCIII, nr.7) tot augustus 1976 (volume XCIII, nr.8) met illustraties van Fred Otnes. Het boek werd in oktober 1976 voor het eerst gepubliceerd door de Collins Crime Club in Groot-Brittannië en later dat jaar door Dodd, Mead and Company in de Verenigde Staten. De Nederlandstalige versie werd uitgebracht in 1976 door Luitingh-Sijthoff.

## Verhaal
Gwenda is een jonge vrouw uit Nieuw-Zeeland die een gezellig oud huis gekocht heeft in Engeland. Maar het huis heeft een verleden en Gwenda en haar man beginnen nieuwsgierig te speuren, niettegenstaande Miss Marple hen aangeeft het verleden te laten rusten. En dan komen ze op het spoor van een moord die in het verleden in het huis gepleegd werd en waardoor Gwenda's leven in gevaar komt.

## Achtergrond
Agatha Christie schreef dit verhaal (Miss Marple's laatste zaak) samen met Het doek valt (Poirot's laatste zaak) in Londen gedurende de Tweede Wereldoorlog waarna deze in de bankkluis bewaard werden. In haar wilsbeschikking schonk ze de twee manuscripten aan haar dochter Rosalind ("Het doek valt") en aan haar echtgenoot Max ("Moord uit het verleden"). In 1971 schreef ze haar laatste Miss Marple-boek De wraakgodin en in 1972 haar laatste Poirot-boek Een olifant vergeet niet gauw. In het besef dat dit haar laatste romans waren die ze schreef, besloot ze de publicatie van "Als het doek valt" toe te laten in 1975 en bereidde de publicatie van "Moord uit het verleden" voor, maar ze overleed voor de publicatie in oktober 1976.
Oorspronkelijk was het verhaal getiteld "Murder in Retrospect" maar omdat haar Hercule Poirot-roman "Five Little Pigs" in september-november 1941in de Verenigde Staten als vervolgverhaal gepubliceerd werd in het magazine Collier's Weekly onder de naam "Murder in Retrospect", werd de naam door Christie gewijzigd in "Cover Her Face". Toen P.D. James in 1962 haar debuutmisdaadroman uitbracht onder de naam "Cover Her Face", moest Christie weer op zoek naar een nieuwe naam en werd het uiteindelijk "Sleeping Murder".

## Adaptaties
- In januari 1987 werd het verhaal uitgebracht door BBC in de Britse televisieserie The Miss Marple Mysteries.
- Het verhaal werd als radiohoorspel uitgebracht door BBC Radio 4 in december 2001.
- Op 5 februari 2006 werd het verhaal uitgebracht door ITV in het tweede seizoen van de televisieserie Agatha Christie's Marple. Deze versie week heel erg af van het originele verhaal.
- Het verhaal Un meurtre en sommeil van seizoen 1 van de Franse televisieserie Les Petits Meurtres d'Agatha Christie (2009–2012) is gebaseerd op het boek.